# Agrochola fuscolimbata
Agrochola fuscolimbata là một loài bướm đêm trong họ Noctuidae.